# Branitz (Cottbus)
Branitz, niedersorbisch Rogeńc, ist ein Ortsteil der kreisfreien Stadt Cottbus. Im Osten der Stadt gelegen, grenzt er an die Gemeinde Neuhausen/Spree beziehungsweise den Landkreis Spree-Neiße. Mit seinen rund 1400 Einwohnern gehört Branitz zu den kleineren Ortsteilen der Stadt. Bis zur Eingemeindung im Jahr 1993 existierte Branitz als eigenständige Gemeinde.

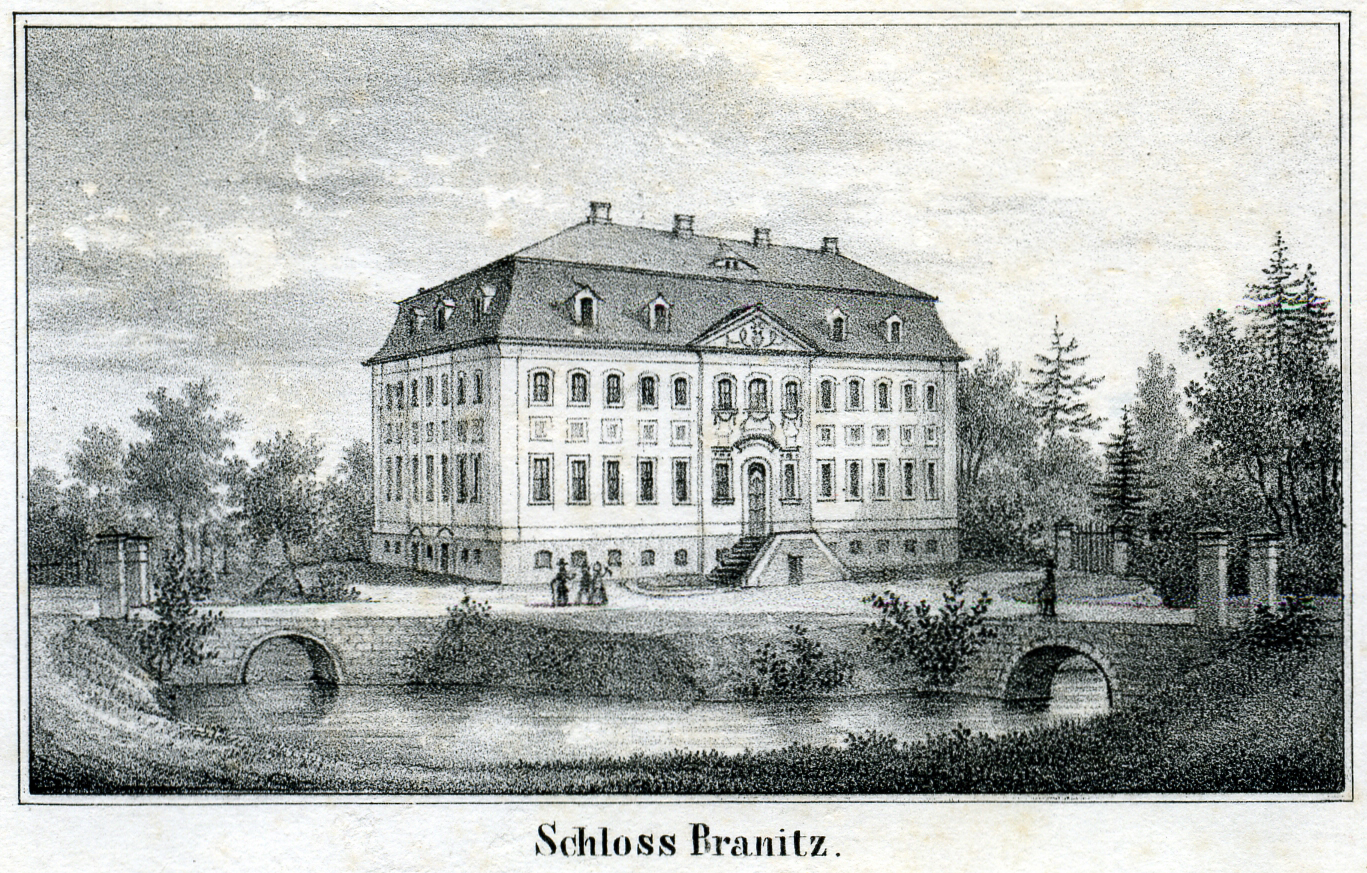
Schloss Branitz 1840

Der Ortsteil ist bekannt für den Branitzer Park mit dem Schloss Branitz.

## Geografie
Branitz befindet sich östlich der Spree auf einem Schwemmsandfächer der Cottbuser Sandplatte. Im Bereich Branitz ist der Fächer von verschiedenen Stillgewässern durchsetzt. In der Mitte des 19. Jahrhunderts verwandelte Hermann von Pückler-Muskau einen Teil der kargen Sandlandschaft in den Branitzer Park. Seit Übernahme von Pflegeaufwänden am damals privaten Branitzer Park durch die Stadt Cottbus im Jahr 1933 befindet sich der Branitzer Park weitgehend auf der Gemarkung des benachbarten Ortsteils Sandow.

## Geschichte

### Ersterwähnung und Etymologie
Das Dorf Branitz wurde erstmals 1449 als Branicz urkundlich erwähnt. Die Urkunde wurde ausgestellt im Kloster Unser lieben Frouwen zu Gubin (Guben). In dem Dokument heißt es:

„1449 September 8., Guben. Wir Frid. bekundet,… daß wir Hentzen und Hannsen gebrudern Kathewizczu der Halbe (Halbe) und Witchen Melaß zu der Weßen (Wiese) den Anfall von Besitz und Hebungen zu Werben, in Branicz (Branitz), zur Malyn (Mehlen) im lande Gubin und zu Wilmerstorff verleihen. Sie sollen den Anfall haben nach des gnanten Witchen tode… Geben zu Gubin Unser lieben Frouwen tag Nativitatis a.d. MCCCCXLIX.“

Der slawische Name Branicz bedeutet laut Brandenburgischem Namenbuch Ort, wo Leute eines Mannes namens Bran wohnen. Die niedersorbische Ortsbezeichnung Rogeńc bezieht sich entweder auf die Flurbezeichnung mit der Bedeutung Horn, Ecke, im übertragenen Sinne Ort an einer starken Spreekrümmung, oder auf die Namensbezeichnung Bronici.

### Branitz unter wechselnden Adelsherrschaften
In der Mitte des 15. Jahrhunderts war Branitz im Besitz der Brüder Heinz und Hans von Kracht aus dem alten Adelsgeschlecht von Kracht. Über die von Werdeck kam der Ort 1510 an die von Köckritz, 1519 an die von Zabeltitz und nach 1608 an Hans Sigismund von Muschen aus der Familie von Mosch. Am 6. Oktober 1696 erwarb die Branitzer Güter Reichsgraf August Sylvius von Pückler (1657–1742), Freiherr von Groditz, Herr auf Schedlau und weiterer Güter in Schlesien. Ihm folgten Graf Erdmann von Pückler (1687–1742), Graf August Heinrich von Pückler (1720–1810), der Erbauer des Branitzer Schlosses, und Hermann von Pückler-Muskau (1785–1871), dem 1822 der Fürstentitel verliehen wurde. Nachdem er die Standesherrschaft Muskau verkauft hatte, begann er 1846, bereits 61-jährig, auf dem väterlichen Besitz mit den Arbeiten am Branitzer Park. Ihm folgten Graf Heinrich von Pückler (1835–1897) und Graf August von Pückler (1864–1937). Dessen Witwe, Theodora, geb. Gräfin Limburg-Stirum (1867–1953) war letzte adelige Eigentümerin der Herrschaft Branitz mit Schloss, Park und Ländereien und wurde im Zuge der Bodenreform enteignet.

### Eingemeindung
Am 6. Dezember 1993 wurde Branitz in die kreisfreie Stadt Cottbus eingegliedert.

## Parkeisenbahn und Friedenseiche

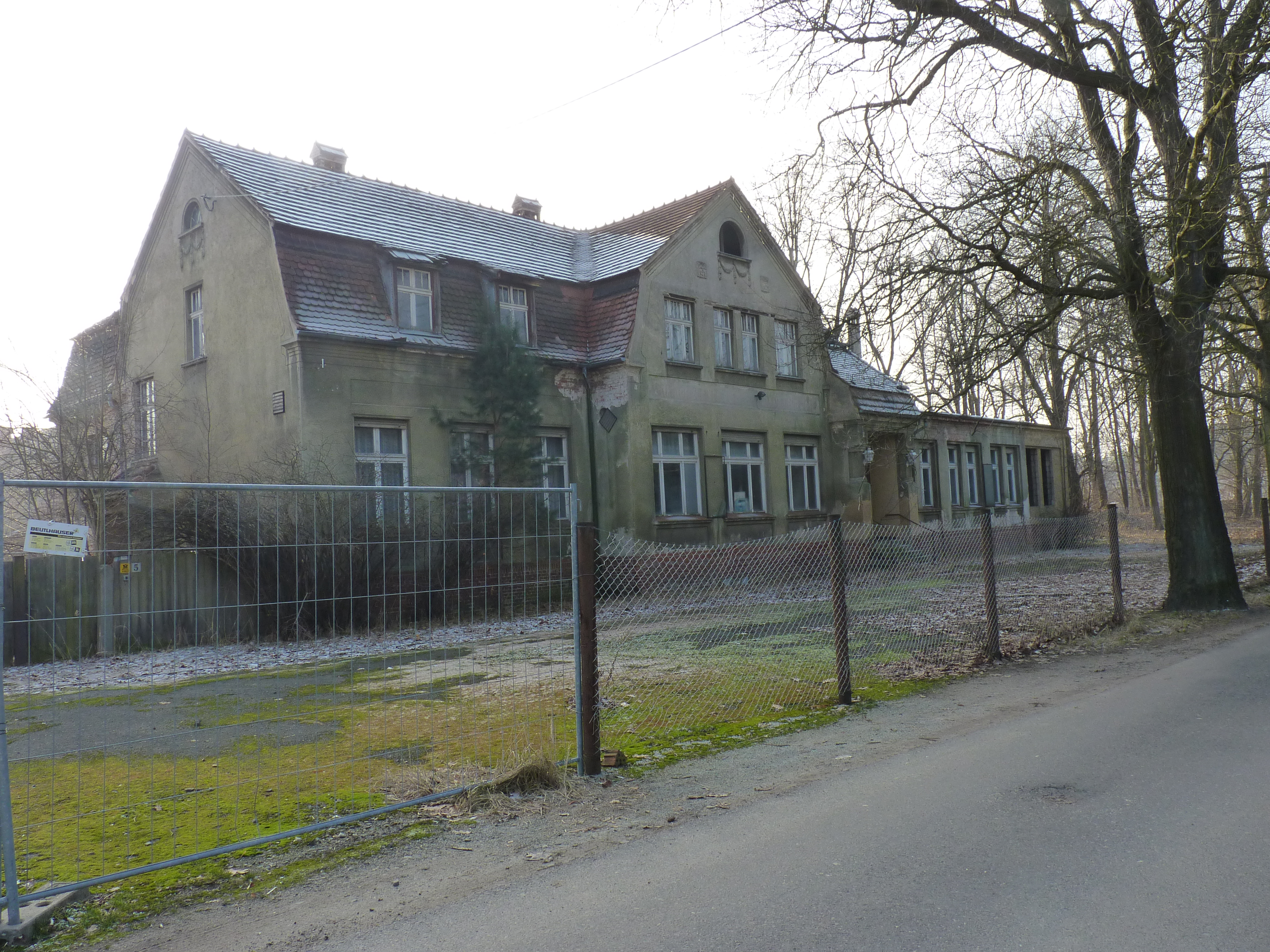
Die ehemalige Friedenseiche 2011

Die 620 Hektar große Branitzer Parklandschaft mit Landschaftspark (Innen- und Außenpark), Spreeauenpark, Vorpark und dem Tierpark bei Branitz sind beliebte Ausflugsziele der Cottbuser. Beide verbindet seit 1954 die Cottbuser Parkeisenbahn (ehemals: Pioniereisenbahn Cottbus), die auch von Kindern und Jugendlichen betrieben wird. Die Strecke führt vom Bahnhof Sandower Dreieck bis zum Bahnhof Park & Schloss Branitz, der bis 2011 noch Bahnhof Friedenseiche hieß. Die namengebende Friedenseiche in Branitz zählte zu den bekanntesten Tanz- und Ausflugslokalen der Cottbuser. Das 1910 eröffnete Haus verfügte über einen Saal mit 500 Plätzen, drei Gasträume mit 200 Plätzen und einen Kaffegarten mit 600 Plätzen. Bekannt war es für eine regionale Spezialität: die Lausitzer Hefeplinse. 1995 wurde die Gaststätte geschlossen und 2010 wurde sie trotz ihres Denkmalschutzes nach längerem Leerstand zum Abriss freigegeben.